# Andropolia diversilineata
Andropolia diversilineata là một loài bướm đêm thuộc họ Noctuidae. Nó được tìm thấy ở miền tây Bắc Mỹ, từ British Columbia phía nam đến California.
Sải cánh dài khoảng 44 mm. Con trưởng thành bay vào cuối hè.
Ấu trùng ăn Purshia tridentata.